# Bridge City
Bridge City é uma cidade localizada no estado norte-americano de Texas, no Condado de Orange.

## Demografia
Segundo o censo norte-americano de 2000, a sua população era de 8651 habitantes. 
Em 2006, foi estimada uma população de 8725, um aumento de 74 (0.9%).

## Geografia
De acordo com o United States Census Bureau tem uma área de 
14,0 km², dos quais 13,3 km² cobertos por terra e 0,7 km² cobertos por água.

## Localidades na vizinhança
O diagrama seguinte representa as localidades num raio de 16 km ao redor de Bridge City. 